# Hastronaute
Hastronaute, född 27 februari 2017, är en fransk varmblodig travhäst som tränas av sin ägare Yannick Henry och körs av Matthieu Abrivard.
Han började tävla i december 2019 och inledde med en åttondeplats för att sedan ta sin första seger i fjärde starten. Han har hittills sprungit in 379 930 euro på 55 starter, varav 13 segrar och 5 andraplatser samt 2 tredjeplatser. Karriärens hittills största seger har kommit i Critérium des 4 ans (2021).
Han har även segrat i Grand Prix Dynavena (2023) samt kommit på andraplats i Prix de La Manche (2023) och på tredjeplats i Prix Maginus (2021).
Hastronaute kom på fjärdeplats i 2022 års upplaga av Prix Bold Eagle.

## Statistik
| Statistik för Hastronaute (Ref.) | Statistik för Hastronaute (Ref.) | Statistik för Hastronaute (Ref.) | Statistik för Hastronaute (Ref.) | Statistik för Hastronaute (Ref.) | Statistik för Hastronaute (Ref.) |
| -------------------------------- | -------------------------------- | -------------------------------- | -------------------------------- | -------------------------------- | -------------------------------- |
| Starter                          | Placeringar                      | Startprissumma                   | Segerprocent                     | Platsprocent                     | Rekord                           |
| 55                               | 13-5-2                           | 379 930 euro                     | 24 %                             | 36 %                             | 1.11,3ak,                        |

### Större segrar
| År   | Lopp                | Kusk              | Vinstbelopp | Grupp   |
| ---- | ------------------- | ----------------- | ----------- | ------- |
| 2021 | Critérium des 4 ans | Matthieu Abrivard | 90 000 EUR  | Grupp 1 |